# Reuil-en-Brie
Reuil-en-Brie – miejscowość i gmina we Francji, w regionie Île-de-France, w departamencie Sekwana i Marna.
Według danych na rok 1990 gminę zamieszkiwało 508 osób, a gęstość zaludnienia wynosiła 86 osób/km² (wśród 1287 gmin regionu Île-de-France Reuil-en-Brie plasuje się na 802. miejscu pod względem liczby ludności, natomiast pod względem powierzchni na miejscu 617.).